# Gulkronad vitstjärt
Gulkronad vitstjärt (Myioborus flavivertex) är en fågel i familjen skogssångare inom ordningen tättingar.

## Utseende och läte
Gulkronad vitstjärt har mestadels svart huvud, gul hjässa, gul undersida och ett beigefärgad streck mellan öga och näbb. De vita yttre stjärtpennorna karakteristiska för släktet spretas ofta tydligt ut under födosök. Sången består av en lång och kaotisk serie med gnissliga toner som gradvis ökar i ljudstyrka. Även snabba serier med tickande toner kan höras.

## Utbredning och systematik
Fågeln förekommer enbart i Sierra Nevada de Santa Marta i nordöstra Colombia. Den behandlas som monotypisk, det vill säga att den inte delas in i några underarter.

## Levnadssätt
Gulkronad vitstjärt hittas i molnskogars mellersta och övre skikt. Den slår ofta följe med kringvandrande artblandade flockar.

## Status
Arten har ett litet utbredningsområde, men beståndet anses vara stabilt. IUCN kategoriserar arten som livskraftig.